# New York Press
O New York Press foi um jornal semanal gratuito da cidade de Nova Iorque, que foi publicado de 1988 a 2011. Durante sua publicação, foi o principal concorrente do The Village Voice. Originalmente, foi considerado um jornal conservador em uma cidade basicamente liberal; depois, perdeu muito de sua conotação política.